# غراهام فورسيث
غراهام فورسيث (بالإنجليزية: Graham Forsythe)‏ هو رسام بريطاني، ولد في 1952.